# Hipódromo de Avenches
El Hipódromo de Avenches (en francés: Hippodrome d'Avenches) se localiza en el país europeo de Suiza. Alberga numerosas carreras de caballos, con todas la modalidades combinadas (trote, planas, con vallas, carrera de obstáculos). Inaugurado en 1999 en terrenos federales, alberga una veintena de competencias por año. Contiene 3 pistas, una de 1670 metros de césped (plana), una de 1.425 metros (trote) y una pista de 1.300 metros de césped (con vallas y para carreras de obstáculos).